# Ouzilly
Ouzilly és un municipi francès situat al departament de la Viena i a la regió de la Nova Aquitània. L'any 2007 tenia 802 habitants.

## Demografia

### Població
El 2007 la població de fet d'Ouzilly era de 802 persones. Hi havia 289 famílies de les quals 63 eren unipersonals (38 homes vivint sols i 25 dones vivint soles), 75 parelles sense fills, 138 parelles amb fills i 13 famílies monoparentals amb fills.
La població ha evolucionat segons el següent gràfic:
Habitants censats

### Habitatges
El 2007 hi havia 349 habitatges, 305 eren l'habitatge principal de la família, 23 eren segones residències i 21 estaven desocupats. 344 eren cases i 5 eren apartaments. Dels 305 habitatges principals, 244 estaven ocupats pels seus propietaris, 53 estaven llogats i ocupats pels llogaters i 7 estaven cedits a títol gratuït; 2 tenien una cambra, 13 en tenien dues, 29 en tenien tres, 75 en tenien quatre i 185 en tenien cinc o més. 219 habitatges disposaven pel capbaix d'una plaça de pàrquing. A 99 habitatges hi havia un automòbil i a 184 n'hi havia dos o més.

### Piràmide de població
La piràmide de població per edats i sexe el 2009 era:
| Homes | Edats   | Dones |
| ----- | ------- | ----- |
| 0     | 95 o +  | 0     |
| 0     | 90 a 94 | 8     |
| 4     | 85 a 89 | 4     |
| 0     | 80 a 84 | 4     |
| 20    | 75 a 79 | 16    |
| 12    | 70 a 74 | 16    |
| 28    | 65 a 69 | 16    |
| 8     | 60 a 64 | 12    |
| 16    | 55 a 59 | 8     |
| 12    | 50 a 54 | 8     |
| 16    | 45 a 49 | 36    |
| 28    | 40 a 44 | 28    |
| 32    | 35 a 39 | 24    |
| 36    | 30 a 34 | 36    |
| 16    | 25 a 29 | 20    |
| 16    | 20 a 24 | 12    |
| 28    | 15 a 19 | 32    |
| 24    | 10 a 14 | 36    |
| 28    | 5 a 9   | 16    |
| 36    | 0 a 4   | 36    |

## Economia
El 2007 la població en edat de treballar era de 501 persones, 383 eren actives i 118 eren inactives. De les 383 persones actives 343 estaven ocupades (189 homes i 154 dones) i 41 estaven aturades (18 homes i 23 dones). De les 118 persones inactives 30 estaven jubilades, 43 estaven estudiant i 45 estaven classificades com a «altres inactius».

### Ingressos
El 2009 a Ouzilly hi havia 333 unitats fiscals que integraven 880,5 persones, la mediana anual d'ingressos fiscals per persona era de 16.837 €.

### Activitats econòmiques
Dels 22 establiments que hi havia el 2007, 2 eren d'empreses alimentàries, 1 d'una empresa de fabricació d'altres productes industrials, 5 d'empreses de construcció, 7 d'empreses de comerç i reparació d'automòbils, 1 d'una empresa de transport, 1 d'una empresa d'hostatgeria i restauració, 1 d'una empresa d'informació i comunicació, 1 d'una empresa immobiliària, 1 d'una empresa de serveis i 2 d'empreses classificades com a «altres activitats de serveis».
Dels 7 establiments de servei als particulars que hi havia el 2009, 1 era una oficina de correu, 1 taller de reparació d'automòbils i de material agrícola, 2 guixaires pintors, 1 fusteria, 1 electricista i 1 perruqueria.
Dels 2 establiments comercials que hi havia el 2009, 1 era una fleca i 1 una carnisseria.
L'any 2000 a Ouzilly hi havia 27 explotacions agrícoles que ocupaven un total de 416 hectàrees.

## Equipaments sanitaris i escolars
El 2009 hi havia una escola elemental.

## Poblacions més properes
El següent diagrama mostra les poblacions més properes.